# Doban

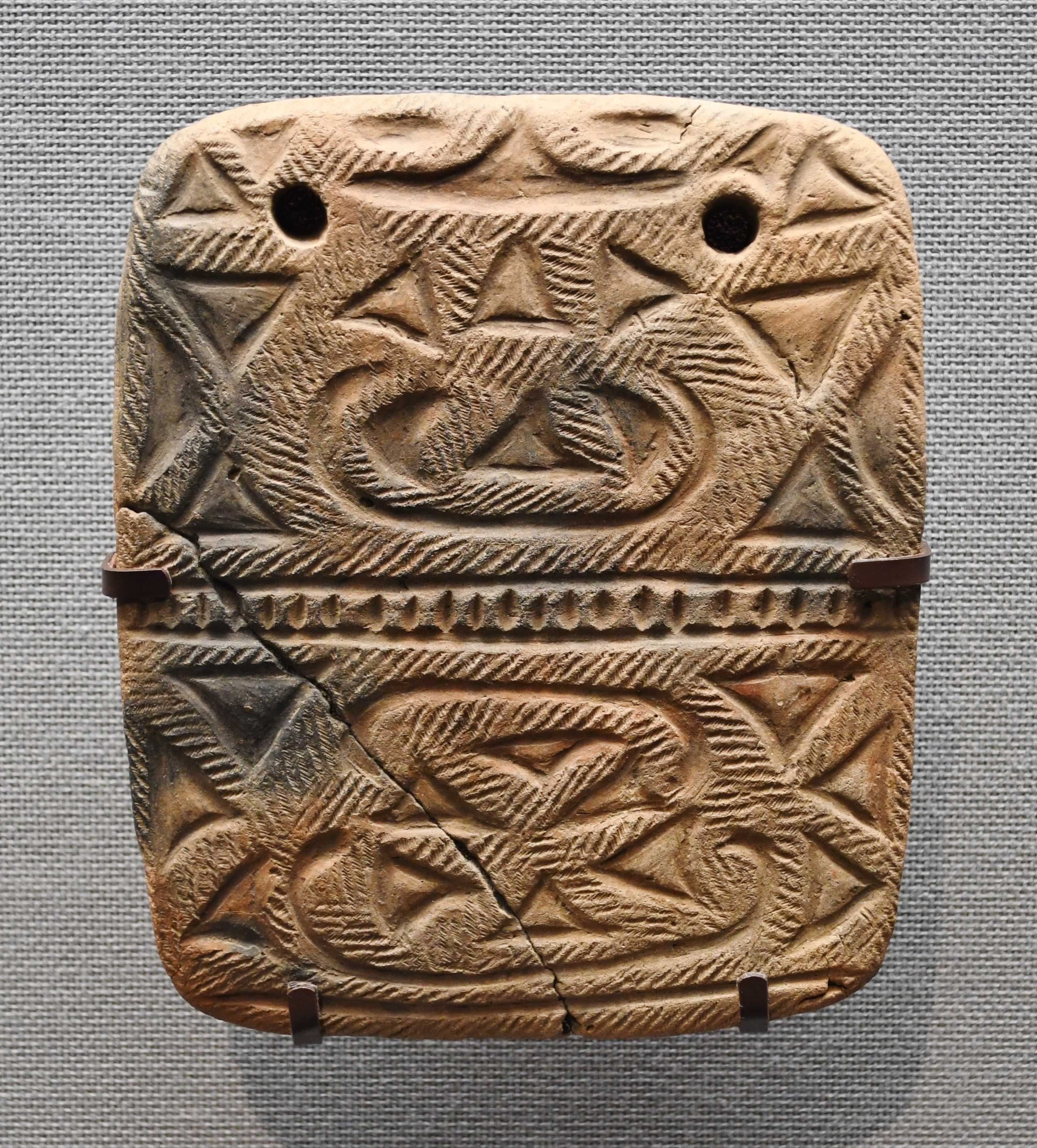
Doban der Späten Jōmon-Zeit (ICP) vom Fukuda Shell Mound in Inashiki, Ibaraki Prefecture (16,7 × 14,0 × 1,7 cm; Tokyo National Museum).

Doban (japanisch 土版, en.: clay tablets) sind archäologische Artefakte aus dem Japan der Jōmon-Zeit. Sie tragen komplexe Verzierungen und hatten möglicherweise rituelle Bedeutung. Sie sind das keramische Gegenstück zu den steinernen Ganban.

## Name
Die Erforschung der Doban begann mit Edward Sylvester Morses Entdeckung von fünf „merkwürdigen Tonobjekten“ („curious clay objects“) in den Ōmori-Muschelhügeln in Tokio. Er gab ihnen den Namen „Tafeln“ („Tablets“), „mangels eines besseren Namens“ („for want of a better name“). Morses Bezeichnung wurde später ins Japanische als Doban (土版) übersetzt, die steinernen Ganban (岩版) wurde 1896 analog dazu benannt. Doban wurden im Englischen außerdem als „clay tablets“, „clay boards“, „clay plaques“, und „earthen plates“ bezeichnet.

## Überblick
Doban, die in Kontexten der mittleren bis letzten Jōmon-Zeit gefunden wurden, sind gewöhnlich  rechteckig oder oval geformte Ton-Plättchen und keramische Entsprechungen zu den steinernen Ganban. Sie wurden hauptsächlich in den Regionen Tōhoku und Kantō gefunden. Man vermutet, dass die Stücke aus Tōhoku die Vorbilder für die Exemplare aus Kantō gewesen sind. Es scheint, dass sich die Ganban zuerst in Tōhoku entwickelt haben. Eine Studie um die Jahrtausendwende konnte auf rund 266 Ton- und Steintafeln von 70 Fundstätten in den Präfekturen Aomori, Iwate und Akita zurückgreifen.
Da die Verzierung von Doban und Ganban nicht nur S- und 山-förmige Muster und ähnliches, sowie Schnurabdrücke umfasst, sondern in vielen Fällen auch Darstellungen von Gesicht und Körper, ist es möglich, dass ihre Entwicklung von der der Dogū beeinflusst wurde, unabhängig davon, ob sie ähnlichen Zwecken dienten oder nicht. Wie andere Ton- und Steinartefakte von weniger offensichtlich zweckmäßiger Natur, darunter Dogū und Sekibō, hatten Doban wahrscheinlich eine rituelle Funktion, während Exemplare mit Löchern, durch die eine Schnur gefädelt werden konnte, möglicherweise als Amulette getragen wurden. Die dreidimensionaleren Keramikdarstellungen von Körperteilen, die manchmal als „Doban“, manchmal als Dogū bezeichnet wurden, könnten sich auf Fruchtbarkeit und Geburt oder Gesundheit beziehen.

## Nationales Kulturerbe
Zwei doban wurden als Wichtiges Kulturgut Japans (重要文化財, Jūyō Bunkazai, ICP und 文化財, bunkazai) ausgewiesen und ein drittes ist Teil eines ICP-Konvoluts:
- Doban aus dem Fukuda Shell Mound, Präfektur Ibaraki (Nationalmuseum Tokio)[1]
- Doban aus Hirosaki, Präfektur Aomori (private Sammlung)[11]
- Doban aus der Umataka-Sanjūinaba Site, Präfektur Niigata (Umataka Jōmon Museum, 馬高縄文館, Umataka Jōmon-kan)[12]

## Galerie

Kamegaoka (亀ヶ岡石器時代遺跡, Kamegaoka sekki-jidai iseki), Kamegaoka-Kultur (亀ヶ岡文化) Doban (ca. 3000–2300 BP) von der Fundstätte Araya, Präfektur Aomori (Nationalmuseum Kyushu)[13]
Doban (ca. 5000 BP) aus der Umataka Site, Präfektur Niigata (Umataka Jōmon Museum)
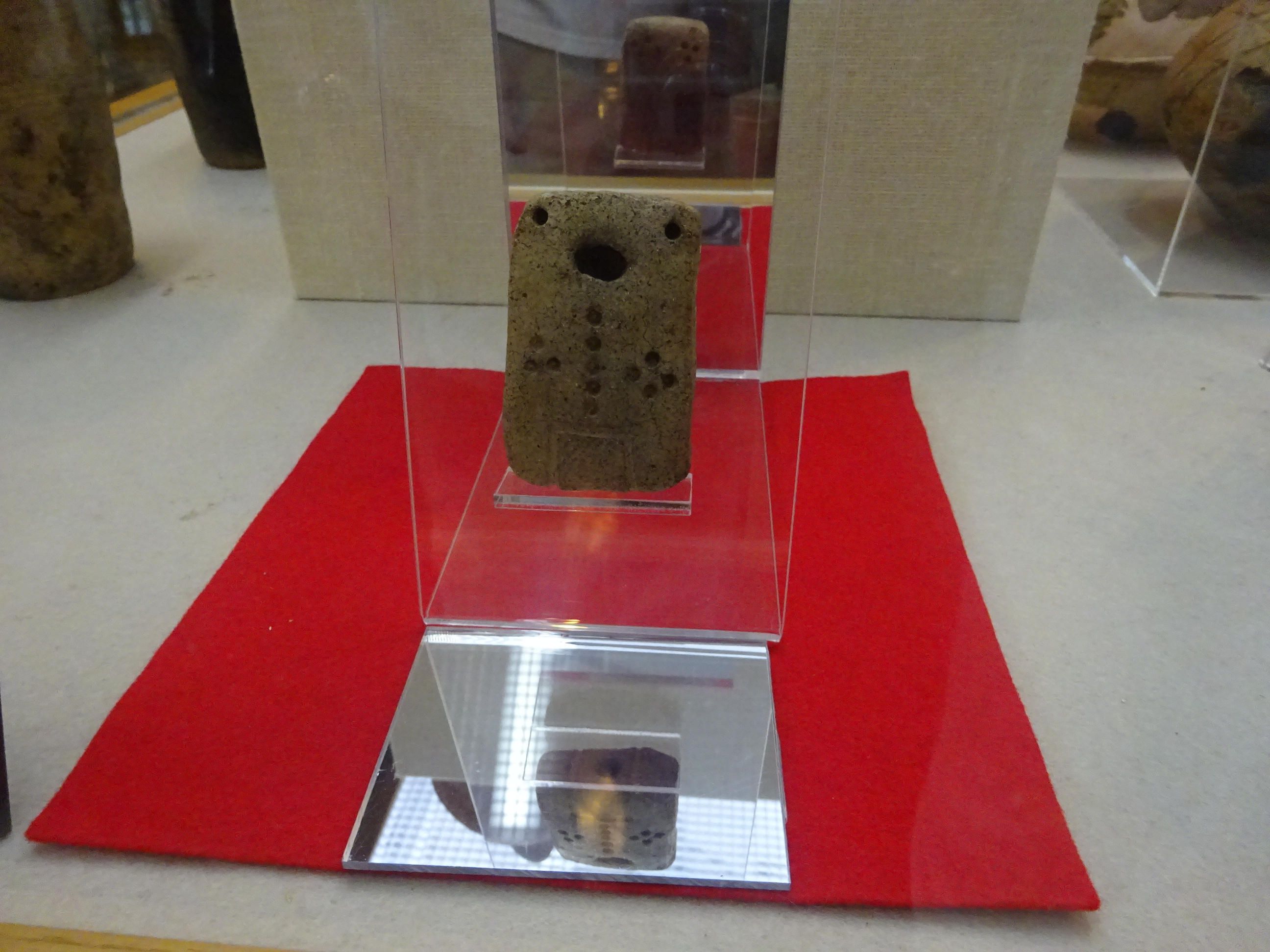
Doban aus den Ōyu Stone Circles, Präfektur Akita
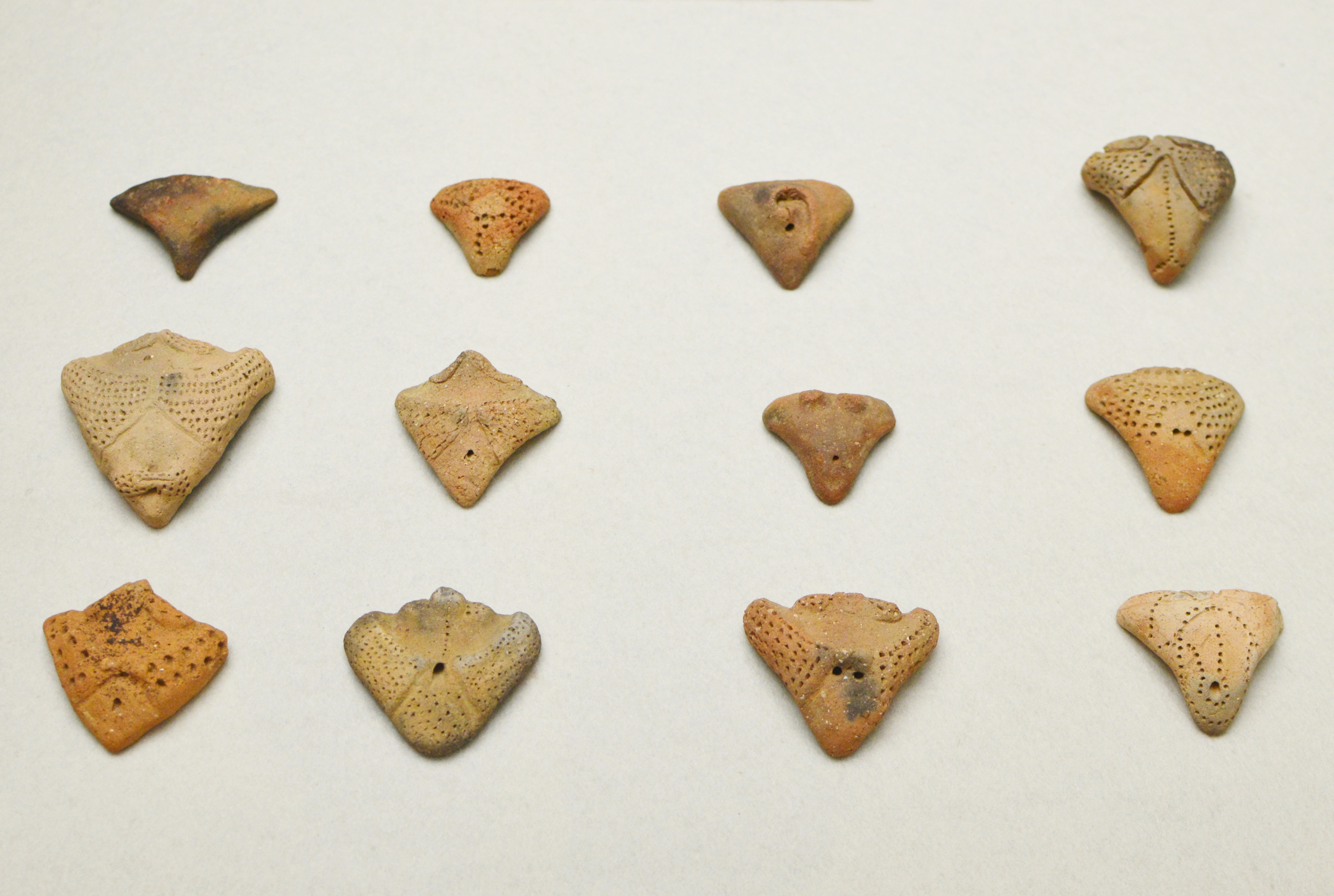
Repräsentationen der Weiblichen Körperteile aus der Sasayama Site (笹山遺跡), Präfektur Niigata